# Christina Bertrup
Christina Bertrup, född 23 december 1976 i Sköns församling, Västernorrlands län, är en svensk curlare.
Hon inledde sin internationella karriär i Lag Gustafson från Umeå CK och tog guld i EM 2000 i Oberstdorf. Laget kom 6:a i OS 2002 i Salt Lake City.
Tillsammans med Lag Viktorsson, Skellefteå CK tog hon guld i EM 2010 i Champéry, därefter vann hon silver i EM 2011 i Moskva, brons i EM 2012 i Karlstad och guld i EM 2013 i Stavanger med lag Lag Sigfridsson.